# Cardinal de Ramsey

En mathématiques, et plus précisément en théorie des ensembles, un cardinal de Ramsey est un type de grand cardinal défini par Paul Erdős et András Hajnal, et nommé ainsi en référence à la théorie de Ramsey.

## Définitions
Soit κ un nombre cardinal infini, [κ]<ω l'ensemble des sous-ensembles finis de κ ; on dit que κ est un cardinal de Ramsey (ou simplement que κ est Ramsey) si, pour toute application f de [κ]<ω dans l'ensemble {0, 1}, il existe un sous-ensemble A de κ ayant le même cardinal que κ qui est homogène pour f, c'est-à-dire que pour tout n, f est constante sur les sous-ensembles de A de cardinal n (cette définition est inspirée du théorème de Ramsey infini).
Avec les mêmes notations, on dit que κ est presque Ramsey si, pour toute application f : [κ]<ω → {0, 1} et pour tout λ < κ, il y a un sous-ensemble de κ de type d'ordre λ qui est homogène pour f.

## Propriétés de grand cardinal
L'existence d'un cardinal de Ramsey permet de démontrer celle de 0# (en). Plus généralement, si κ est Ramsey, tout ensemble de rang strictement inférieur à κ possède un dièse.
Tout cardinal mesurable est Ramsey, et tout cardinal de Ramsey est un cardinal de Rowbottom (en).
Entre les cardinaux de Ramsey et les cardinaux mesurables, les cardinaux ineffablement Ramsey sont définis comme ceux pour lesquels, pour chaque ensemble stationnaire A et pour chaque fonction f: [κ]<ω → {0, 1}, il existe un ensemble stationnaire B ⊂ A qui est homogène pour f.

## Note
1. ↑  Erdős et Hajnal 1962